# Roscommon (Michigan)
Roscommon é uma vila localizada no estado americano de Michigan, no Condado de Roscommon.

## Demografia
Segundo o censo americano de 2000, a sua população era de 1133 habitantes.
Em 2006, foi estimada uma população de 1098, um decréscimo de 35 (-3.1%).

## Geografia
De acordo com o United States Census Bureau tem uma área de
4,2 km², dos quais 4,2 km² cobertos por terra e 0,0 km² cobertos por água.

## Localidades na vizinhança
O diagrama seguinte representa as localidades num raio de 36 km ao redor de Roscommon.